# American hairless terrier
L'American Hairless Terrier è una razza canina. È una variante della razza Rat Terrier.

## Altri nomi
Altri nomi: Cão Pelado Americano, Amerikankarvatonterrieri, Ameerika Karvutu Terrier, Amerykanski nagi terier, AmerykaĂąski nagi terier, El Terrier Pelón americano, Terrier americano sin pelo (pelón), Terrier americano senza pelo, Americký bezsrstý teriér, Американский голый терьер.

## Origine
Il primo American Hairless Terrier (nudo), Josephine, nacque da un comune Rat Terrier (peloso), il 2 agosto 1972, a Trout, in Louisiana. La cucciolata era composta da altri tre piccoli con i peli.
Dalla prima cucciolata di Josephine nacque una femmina nuda, che fu chiamata Gypsy. Per otto anni non nacquero altri cani nudi.
Infine, facendo accoppiare Josephine con suo figlio Sambo (peloso) si ebbe una cucciolata di quattro piccoli, due nudi e due pelosi.
Accoppiando uno di questi nudi con Josephine nacque una cucciolata composta di soli cani nudi.
Da allora, tutti gli accoppiamenti tra cani nudi hanno prodotto solo cuccioli nudi. Perciò si può dire che l'American Hairless Terrier sia nato come variazione del Rat Terrier.
L'American Hairless Terrier è ora considerata una razza a sé stante, che si alleva incrociando fra di loro solo soggetti nudi, senza l'introduzione di soggetti pelosi per salvaguardare, rinforzare alcune caratteristiche come la dentizione. La nudità è un gene recessivo, non dominante come nel Cane Nudo Cinese.

## Classificazione
Prima del 1º gennaio 2004, l'AHT era riconosciuta come la varietà nuda del Rat Terrier. Infatti nel 1999, quando il Rat Terrier era in attesa del riconoscimento dal United Kennel Club (UKC), gli appassionati degli AHT accettarono, nell'interesse della razza, di presentarla come la varietà nuda del Rat Terrier. 
Il 1º gennaio 2004 l'American Hairless Terrier diventò finalmente una razza a sé stante a tutti gli effetti. Da allora, nelle esposizioni canine, non compete più sul ring con il Rat Terrier.